# Municipio de Walker (condado de Vernon)
El municipio de Walker (en inglés: Walker Township) es un municipio ubicado en el condado de Vernon en el estado estadounidense de Misuri. En el año 2010 tenía una población de 536 habitantes y una densidad poblacional de 5,7 personas por km².

## Geografía
El municipio de Walker se encuentra ubicado en las coordenadas 37°53′2″N 94°14′15″O / 37.88389, -94.23750. Según la Oficina del Censo de los Estados Unidos, el municipio tiene una superficie total de 94.11 km², de la cual 93,11 km² corresponden a tierra firme y (1.06 %) 1 km² es agua.

## Demografía
Según el censo de 2010, había 536 personas residiendo en el municipio de Walker. La densidad de población era de 5,7 hab./km². De los 536 habitantes, el municipio de Walker estaba compuesto por el 97,95 % blancos, el 0,56 % eran amerindios, el 0,37 % eran de otras razas y el 1,12 % eran de una mezcla de razas. Del total de la población el 1,68 % eran hispanos o latinos de cualquier raza.